# Oncidium sarcatum
 Oncidium sarcatum  es una especie de orquídeas del género Oncidium de la subfamilia Epidendroideae, familia Orchidaceae.
Estas orquídeas Oncidium se agrupan dentro de las llamadas de dama danzante.

Etimología
Ver: Oncidium, Etimología

## Hábitat
Esta especie es oriunda de Brasil, Paraguay y Norte de Argentina. Esta Orquídea se desarrolla sobre árboles. Zona de clima húmedo de baja montaña alturas de 1200 a 1800 metros. 

## Descripción
Oncidium sarcatum es una orquídea epífita y ocasionalmente litófita con pseudobulbos ovoides aplastados lateralmente de los que salen apicalmente dos hojas coriáceas estrechas oblongo linguladas, las basales curvadas o péndulas.
En su centro emergen dos varas florales de numerosas y diminutas flores. Florecen en primavera y en otoño.
Posee un tallo floral paniculado.

Flores en racimo mediano de muchas flores de tamaño pequeño, de color amarillo con mancha marrón en la parte superior del lábelo. 

## Cultivo
Tiene preferencia de mucho sol o con sombra moderada. Para cultivar se debe plantar en un tronco con la base recta no muy largo, para que se pueda mantener en pie y se coloca la orquídea atada a un costado de este.

Se pueden poner en el exterior como los Cymbidium para forzar la floración. En invierno mantenerle el sustrato seco con pocos riegos. 
Florecen en Otoño y en Primavera.